# カルフィルゾミブ
カルフィルゾミブ (英語: Carfilzomib) は選択的プロテアソーム阻害薬の一つである。化学的には、テトラペプチドエポキシケトンであり、エポキソマイシン誘導体である。商品名カイプロリス。
米国では米国食品医薬品局 (FDA) が2012年7月に、ボルテゾミブおよび免疫調節療法（レナリドミドなど）を含む前治療を完了後60日以内に進行した多発性骨髄腫に対する使用を承認した。審査は生存期間ではなく奏効率に基づいて承認された。同時点では、生存期間や症状の消退などの臨床的利益については不透明な点があった。
欧州では2015年1月に承認申請された。
日本では2015年8月に承認申請され、2016年7月に「再発または難治性の多発性骨髄腫」治療薬として承認された。

## 副作用
国内治験での副作用発現率は100%、海外第III相臨床試験での発現率は84.7%であり、主な副作用は、好中球減少、貧血、血小板減少、リンパ球減少、高血糖、ALT(GPT)増加、発疹などであった。
重大な副作用とされているものは、
- 鬱血性心不全(0.8%)、QT間隔延長(0.3%)、心筋梗塞、心嚢液貯留、心膜炎などの心障害、
- 間質性肺炎(0.3%)、肺臓炎（0.5%)、急性呼吸窮迫症候群、急性呼吸不全などの間質性肺疾患(1.0%)、
- 肺高血圧症、肝不全、肝機能障害(5.6%)、急性腎不全(1.0%)、腫瘍崩壊症候群(0.8%)、インフュージョンリアクション、
- 好中球減少(36.2%)、貧血(26.5%)、血小板減少(25.3%)、白血球減少(5.6%)、リンパ球減少(2.8%)、発熱性好中球減少(2.8%)などの骨髄抑制、
- 血栓性血小板減少性紫斑病、溶血性尿毒症症候群などの血栓性微小血管症、
- 深部静脈血栓症(5.6%)、肺塞栓症(2.8%)などの静脈血栓塞栓症、
- 頭蓋内出血(0.3%)、胃腸出血(0.3%)などの出血、
- 肺炎(8.9%)、敗血症(2.0%)などの重篤な感染症、
- 可逆性後白質脳症症候群、脳症、高血圧(6.6%)、高血圧クリーゼ、消化管穿孔(0.3%)

である。（海外治験での発現率。頻度未記載は頻度不明）

## 開発の経緯
カルフィルゾミブは天然物質のエポキソマイシンからプロテアソーム阻害薬として合成された。重要な意義を持つ第II相臨床試験を含む第I相/第II相臨床試験が実施され、迅速承認の対象となった。2011年1月、FDAはカルフィルゾミブを優先審査・承認対象に指定し、非盲検の比較群無しの第IIb相臨床試験の結果に基づいて承認した。
審査対象の臨床試験では266名の複数の治療歴のある再発性・難治性多発性骨髄腫が登録された。治療歴には、ボルテゾミブのほか、サリドマイドまたはレナリドミドが含まれていた。
日本では2015年8月の申請の後、日本骨髄腫患者の会から早期承認の要望書が提出され、審査期間11か月で承認された。

## 作用機序
カルフィルゾミブは20Sプロテアソームに不可逆的に結合してキモトリプシン様活性を阻害し、細胞内でプロテアソームが介在する様々なタンパク質の分解を阻害する。この結果、プロテアソームの基質であるポリユビキチン化されたタンパク質が蓄積し、細胞周期の停止やアポトーシスが誘導され、
腫瘍の成長が抑えられる。

## 臨床試験

### 第II相臨床試験
カルフィルゾミブの単群第II相臨床試験（003-A1）は再発性・難治性多発性骨髄腫患者266名を対象として実施され、カルフィルゾミブ単剤で36%の臨床的利益があり、奏効率は22.9%で、奏効期間は7.8か月であった。FDAは003-A1試験の結果に基づいてカルフィルゾミブを承認した。
別の第II相臨床試験(004)では、ボルテゾミブの投与歴のない再発性および／または難治性多発性骨髄腫患者が対象となり、カルフィルゾミブの奏効率は53%であった。 004試験では別にボルテゾミブ投与群が設定されていた。この試験ではカルフィルゾミブの投与期間延長の忍容性が高く、約22%の患者で1年以上カルフィルゾミブが投与された。004試験は元来は前治療が多くない（1から3）患者でのカルフィルゾミブ治療の効果をボルテゾミブとの関係を見ながら確認することを目的とした小規模試験であった。
第II相臨床試験(005)は、半数はボルテゾミブとレナリドミドの両薬で再燃した患者を入れて様々な程度の腎障害を持つ患者を対象として、カルフィルゾミブの安全性、薬物動態、有効性などを確認する目的で実施された。その結果、腎障害の程度はカルフィルゾミブの安全性に影響を与えないことが明らかとなり、忍容性と有効性が確認された。
さらに別の第II相臨床試験(006)では、再発性および／または難治性多発性骨髄腫患者を対象とした、カルフィルゾミブ・レナリドミド・デキサメタゾン併用療法が試験され、奏効率69%を記録した。
第II相臨床試験(007)では、多発性骨髄腫と固形癌について良好な結果がもたらされた。
これらのカルフィルゾミブ第II相臨床試験で多かったGrade3の副作用は、血小板減少、貧血、リンパ球減少、好中球減少、疲労、低ナトリウム血症であった。
最新の第I/II相臨床試験では、カルフィルゾミブ、レナリドミド、低用量デキサメタゾンの併用療法が試験され、忍容性が高く、未治療の多発性骨髄腫患者に減量なく投与でき、用量調整も最低限であった。奏効までの期間が早く、奏効率は100%に到達した。

### ASPIRE試験
第III相の検証的臨床試験（ASPIRE試験）では、再発性多発性骨髄腫患者を対象としてカルフィルゾミブ・レナリドミド・デキサメタゾン3剤併用療法とレナリドミド・デキサメタゾン2剤併用療法とが比較されている。米国血液学会議の2014年総会で結果が発表された。3剤併用群では2剤併用群よりも奏効率が有意に良好であった。ASPIRE試験の中間結果はNew England Journal of Medicine に掲載された。